# Creve Coeur (Missouri)
Creve Coeur é uma cidade localizada no estado americano do Missouri, no Condado de St. Louis.

## Demografia
Segundo o censo americano de 2000, a sua população era de 16.500 habitantes.
Em 2006, foi estimada uma população de 16.997, um aumento de 497 (3.0%).

## Geografia
De acordo com o United States Census Bureau tem uma área de 26,2 km², dos quais 26,2 km² cobertos por terra e 0,0 km² cobertos por água. Creve Coeur localiza-se a aproximadamente 187 m acima do nível do mar.

## Localidades na vizinhança
O diagrama seguinte representa as localidades num raio de 8 km ao redor de Creve Coeur.